# Stazione meteorologica di Cuasso al Monte
La stazione meteorologica di Cuasso al Monte è la stazione meteorologica di riferimento relativa alla località di Cuasso al Monte.

## Coordinate geografiche
La stazione meteo si trova nell'Italia nord-occidentale, in Lombardia, in provincia di Varese, nel comune di Cuasso al Monte, a 740 metri s.l.m. e alle coordinate geografiche 45°55′N 8°53′E.

## Dati climatologici
In base alla media trentennale di riferimento 1961-1990, la temperatura media del mese più freddo, gennaio, si attesta a +1,8 °C; quella del mese più caldo, luglio, è di +20,1 °C.
Le precipitazioni medie annue sono superiori ai 2.100 mm, mediamente distribuite in 99 giorni, e presentano con picco primaverile ed autunnale e minimo relativo invernale .
| Cuasso al Monte                    | Mesi | Mesi | Mesi | Mesi | Mesi | Mesi | Mesi | Mesi | Mesi | Mesi | Mesi | Mesi | Stagioni | Stagioni | Stagioni | Stagioni | Anno  |
| Cuasso al Monte                    | Gen  | Feb  | Mar  | Apr  | Mag  | Giu  | Lug  | Ago  | Set  | Ott  | Nov  | Dic  | Inv      | Pri      | Est      | Aut      | Anno  |
| ---------------------------------- | ---- | ---- | ---- | ---- | ---- | ---- | ---- | ---- | ---- | ---- | ---- | ---- | -------- | -------- | -------- | -------- | ----- |
| T. max. media (°C)                 | 4,7  | 5,8  | 9,2  | 13,7 | 18,5 | 22,4 | 25,3 | 23,1 | 19,3 | 15,3 | 9,3  | 5,9  | 5,5      | 13,8     | 23,6     | 14,6     | 14,4  |
| T. min. media (°C)                 | −1,2 | −0,4 | 2,0  | 5,4  | 9,4  | 12,6 | 15,0 | 14,0 | 11,5 | 8,2  | 3,6  | −0,1 | −0,6     | 5,6      | 13,9     | 7,8      | 6,7   |
| Precipitazioni (mm)                | 137  | 114  | 191  | 183  | 250  | 209  | 147  | 198  | 237  | 157  | 235  | 71   | 322      | 624      | 554      | 629      | 2 129 |
| Giorni di pioggia                  | 4    | 6    | 7    | 9    | 11   | 11   | 10   | 12   | 9    | 7    | 9    | 4    | 14       | 27       | 33       | 25       | 99    |
| Eliofania assoluta (ore al giorno) | 3,4  | 3,7  | 4,4  | 4,9  | 5,4  | 6,2  | 7,4  | 6,1  | 5,0  | 4,6  | 3,2  | 3,0  | 3,4      | 4,9      | 6,6      | 4,3      | 4,8   |